# Lëtzebuerger Sozialistesch Arbechterpartei

Oficiální logo mládeže 'D’Jeunesses Socialistes Luxembourgeoises (JSL)'

Lëtzebuerger Sozialistesch Arbechterpartei (zkratka LSAP, Lucemburská socialistická dělnická strana nebo Socialisticko-dělnická strana) je sociálně demokratická strana Lucemburska. Je to tradičně druhá největší lucemburská strana. V současné době je v opozici a je 11 hlasy zastoupena v šedesátičlenném lucemburském parlamentě, které získala v parlamentních volbách roku 2023.[chybí lepší zdroj] Spolupředsedy strany LSAP jsou Francine Closener a Dan Biancalana.
V průběhu volební kampaně 2004 byla LSAP obviněna ze zkopírování velké části programu belgické socialistické strany.[zdroj?]